# Rosalie Thomass

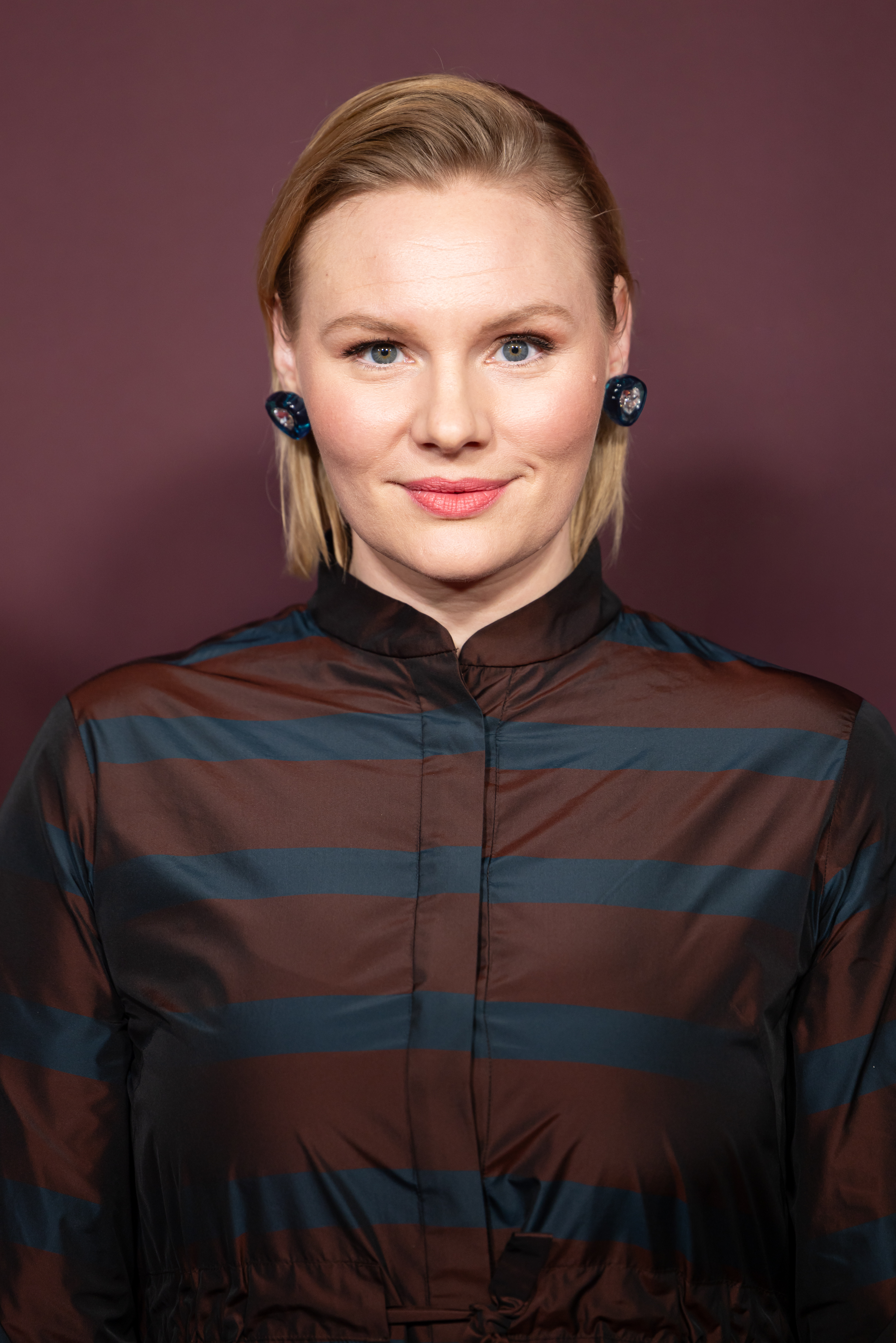
Rosalie Thomass (2025)

Rosalie Thomass (* 14. August 1987 in München) ist eine deutsche Schauspielerin und Drehbuchautorin.

## Leben und Karriere
Rosalie Thomass sang in ihrer Kindheit und Jugend im Schulchor. In der Schule spielte sie Theater und in einer Rockband. Sie tanzte Modern Dance und lernte Klavier und Flöte. Als Kind sammelte sie auch bereits Erfahrung an verschiedenen Münchner Theatern. Ihre ersten schauspielerischen Erfahrungen sammelte sie 1997 am Münchner Volkstheater. Ab 2001 belegte sie Schauspielkurse und 2003 nahm sie Gesangsunterricht bei Johanna Seiler. 2001 war Thomass Mitglied der Jugendtheatergruppe an den Münchner Kammerspielen. Ihr Debüt vor der Kamera gab sie 2003 im Kurzfilm Emily will sterben von Sabine Radebold. Dort und in Katharina Schödes Abschlussfilm der HFF München Gefühlte Temperatur (2004) spielte sie die Hauptrolle. Auch für das Fernsehen spielte sie neben ihrer Schulausbildung schon in größeren Rollen, etwa in Vivian Naefes Fernsehfilm Leo (2004).
2005 spielte Thomass in der Polizeiruf-110-Folge Er sollte tot unter der Regie von Dominik Graf und im TV-Zweiteiler Emilia neben Hannah Herzsprung jeweils eine Hauptrolle. Zusammen mit Anna Maria Sturm war sie in der Coming-of-Age-Trilogie von Marcus H. Rosenmüller zu sehen: 2007 im ersten Teil Beste Zeit und 2008 im zweiten Teil Beste Gegend sowie 2014 in Beste Chance. 2015 war Thomass im Film Taxi mit Peter Dinklage zu sehen. Für die Rolle einer Mutter eines schwerkranken Kindes im 2016 erschienenen Kinofilm Eine unerhörte Frau wurde Thomass mehrfach ausgezeichnet. Mit Shenja Lacher und Johann von Bülow war sie 2018 im Filmdrama Rufmord zu sehen. Im dreiteiligen Fernsehfilm Unterleuten – Das zerrissene Dorf spielte sie 2020 unter der Regie von Matti Geschonneck. Thomass sagte zu ihrer Rollenauswahl in einem Interview, dass sie dankbar ist, eine große Bandbreite von Charakteren verkörpern zu dürfen.
Anfang Juni 2025 wurde bekanntgegeben, dass sie ab 2026 Dagmar Manzel in der Fernsehreihe Tatort aus Franken als Kriminalhauptkommissarin Emilia Rathgeber nachfolgen soll.
Thomass ist eine Großnichte des Filmkomponisten Eugen Thomass. Sie lebt in München und ist mit dem Regisseur Aron Lehmann liiert. Sie haben zwei gemeinsame Kinder.

## Auszeichnungen und Nominierungen
- 2006: Förderpreis Neues Deutsches Kino in der Kategorie Schauspielpreis für Polizeiruf 110: Er sollte tot
- 2006: Deutscher Fernsehpreis
- 2007: Grimme-Preis und Bayerischer Fernsehpreis als Beste Nachwuchsdarstellerin
- 2007: Auszeichnungen für ihre Leistung in Polizeiruf 110 – Er sollte tot
- 2007: Nominierung für den New Faces Award
- 2008: Nominierung für den Undine Award in der Kategorie Beste Nachwuchsschauspielerin Kinofilm für Beste Gegend
- 2010: Nominierung für den Deutschen Fernsehpreis in der Kategorie Beste Darstellerin für Die letzten 30 Jahre
- 2011: Grimme-Preis für Neue Vahr Süd (Ensemblemitglied)
- 2011: Nominierung für den Bayerischen Fernsehpreis als Beste Schauspielerin für Die letzten 30 Jahre und Kreutzer kommt… in den Club
- 2011: Neue Vahr Süd gewinnt den Deutschen Comedypreis als Beste TV-Komödie (Ensemblemitglied)
- 2012: Askania Award
- 2013: Publikumspreis des „Max-Ophüls-Festivals“ für Kohlhaas…
- 2014: Deutscher Schauspielpreis für Kohlhaas… in der Kategorie Bestes Ensemble in einem Kino-/Fernsehfilm
- 2016: Bayerischer Filmpreis als Beste Schauspielerin für Grüße aus Fukushima
- 2016: Best Acting Award auf dem Odessa Intl Film Festival für Grüße aus Fukushima
- 2016: Nominierung für den Deutschen Filmpreis in der Rubrik Beste weibliche Hauptrolle für Grüße Aus Fukushima
- 2017: Preis der Deutschen Akademie für Fernsehen als Schauspielerin Hauptrolle für Eine Unerhörte Frau
- 2018: Deutscher Fernsehpreis in der Kategorie Bester Film für Eine Unerhörte Frau
- 2018: Nominierung für den Grimme-Preis für Eine Unerhörte Frau
- 2018: Bernd Burgemeister Fernsehpreis für Rufmord
- 2018: Deutscher Schauspielerpreis in der Kategorie Schauspielerin in einer Hauptrolle für Eine unerhörte Frau
- 2021: Fernsehfilmfestival Baden-Baden – Sonderpreis für herausragende darstellerische Leistung für Jackpot[8]

## Filmografie

### Kino
- 2003: Emily will sterben
- 2005: Gefühlte Temperatur
- 2007: Beste Zeit
- 2008: Kleine Lichter
- 2008: Räuber Kneißl
- 2008: Beste Gegend
- 2008: Anonyma – Eine Frau in Berlin
- 2008: Bergfest
- 2011: Monika
- 2011: Eine ganz heiße Nummer
- 2012: Kohlhaas oder die Verhältnismäßigkeit der Mittel
- 2012: Die Abenteuer des Huck Finn
- 2012: Das Leben ist nichts für Feiglinge
- 2014: Beste Chance
- 2015: Taxi
- 2015: Highway to Hellas
- 2016: Grüße aus Fukushima
- 2016: Die letzte Sau
- 2016: Eine unerhörte Frau
- 2019: Eine ganz heiße Nummer 2.0
- 2020: Die Känguru-Chroniken
- 2022: Jagdsaison
- 2022: Die Känguru-Verschwörung
- 2022: Grump
- 2022: Was man von hier aus sehen kann

### Fernsehen
- 2005: Emilia 1&2
- 2006: Leo
- 2006: Polizeiruf 110 – Er sollte tot
- 2008: Einer bleibt sitzen
- 2009: Totentanz
- 2009: Der Mann aus der Pfalz
- 2009: Tatort – Herz aus Eis
- 2009: Tatort – Tempelräuber
- 2010: Die letzten 30 Jahre
- 2010: Kreutzer kommt
- 2010: Neue Vahr Süd
- 2010: Unter Verdacht – Laufen und Schießen
- 2012: Lena Fauch und die Tochter des Amokläufers
- 2012: Mutter muss weg
- 2012: Kreutzer kommt … ins Krankenhaus
- 2013: Tod einer Polizistin
- 2014: Weiter als der Ozean
- 2014: Die Frau aus dem Moor
- 2014: Das Zeugenhaus
- 2015: Die Tote aus der Schlucht
- 2016: München 7
- 2017: Lobbyistin
- 2018: 13 Uhr mittags
- 2018: Rufmord
- 2019: Das letzte Wort (Netflix)
- 2020: Unterleuten – Das zerrissene Dorf
- 2020: Ein einfacher Job
- 2020: Jackpot
- 2021: KBV – Keine besonderen Vorkommnisse
- 2024: Die Liebeskümmerer
- 2024: Mordnacht
- 2024: Wäldern – Das verschwundene Mädchen
- 2024: Wäldern – Das Böse in den Spiegeln

### Drehbuch
- 2022: Jagdsaison

### Kurzfilme
- 2003: Emily will sterben
- 2007: Auf Wolke 1
- 2007: Das Mädchen mit den gelben Strümpfen
- 2009: Lebendkontrolle
- 2011: Das Heimweh der Feldforscher
- 2013: Wildwechsel
- 2017: Kleptomami

## Hörspiele und Hörbücher
- 2006: Storyboard
- 2006: Die Lebenspraktikanten
- 2007: Der Plan von der Abschaffung des Dunkels
- 2008: Jodi Picoult: 19 Minuten (Hörbuch, Charakter-Erzähler: Josie Cormier), der Hörverlag, ISBN 978-3-86717-252-3
- 2019: Apokalypse Baby
- 2022: Elena Ferrante: Neapolitanische Saga (Die Hörspiele – Meine geniale Freundin – Die Geschichte eines neuen Namens – Die Geschichte der getrennten Wege – Die Geschichte des verlorenen Kindes) Bearbeitung und Regie: Martin Heindel, Komposition: Ulrike Haage (15h 30min, als Podcast/Download im BR Hörspiel Pool)[9]